# ادگاراس ونکایتیس
ادگاراس ونکایتیس ورزشکار مرد رشتهٔ کشتی فرنگی متولد ۱۲ دسامبر ۱۹۸۵ در کشور لیتوانی است. از افتخارات وی میتوان به کسب مدال برنز وزن ۶۶ کیلوگرم مسابقات قهرمانی کشتی جهان ۲۰۱۴ اشاره کرد.وی در المپیک لندن و المپیک ریو حاضر بود. در المپیک ریو در دور اول از فرانک اشتبلر کشتی گیر آلمانی شکست خورد و از دور رقابت ها کنار رفت.